# Barakar

Barakar o Barakhar és un riu de Bengala Occidental a l'Índia. Neix a la plana centre de Chota Nagpur i corre cap al nord-est i després gira al sud i després de 50 km en direcció sud-est desaigua al riu Damodar. No hi poden circular bots. Els seus afluent principals són el Khudia i el Manbhum.